# Comuna de Kobylanka
Kobylanka (polaco: Gmina Kobylanka) é uma gminy (comuna) na Polónia, na voivodia de Pomerânia Ocidental e no condado de Stargardzki.
De acordo com os censos de 2005, a comuna tem 5 512 habitantes, com uma densidade 45,16 hab/km².

## Área
Estende-se por uma área de 122,05 km².

## Demografia
Dados de 30 de Novembro 2007:
|                      | Total   | Total | Mulheres | Mulheres | Homens  | Homens |
| -------------------- | ------- | ----- | -------- | -------- | ------- | ------ |
|                      | pessoas | %     | pessoas  | %        | pessoas | %      |
| População            | 5 512   | 100   | 2 624    | 47,6     | 2 888   | 52,4   |
| Densidade (pop./km²) | 45,17   | 100   | 21,50    | 21,50    | 23,66   | 23,66  |

De acordo com dados de 2006, o rendimento médio per capita ascendia a 3508,84 zł.